# Штоський потік
Штоський потік (словац. Štósky potok) — річка; ліва притока Бодви, протікає в окрузі Кошиці-околиця.
Довжина приблизно 6,1-6,3 км. Витік знаходиться в масиві Воловські гори (геоморфологічна підодиниця Піпітка; схил гори Тупий верх) — на висоті приблизно 940 метрів.
Протікає територією села Штос. Впадає у Бодву на висоті 380—385 метрів.